# Dorfkirche Kleinrössen

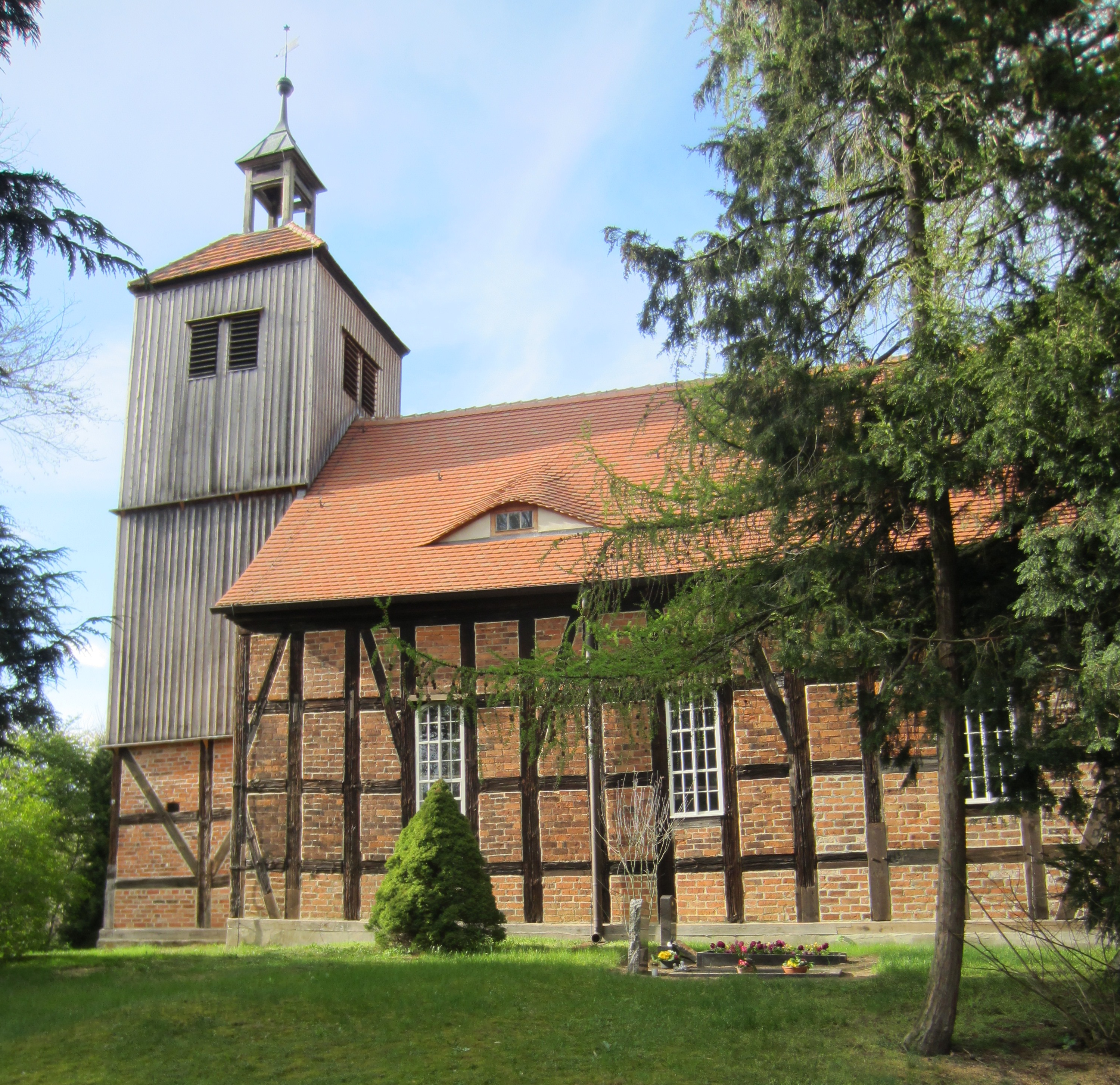
Dorfkirche Kleinrössen

Die evangelisch-lutherische Dorfkirche Kleinrössen ist ein denkmalgeschütztes Kirchengebäude im Ortsteil Kleinrössen der Kleinstadt Falkenberg/Elster im südbrandenburgischen Landkreis Elbe-Elster.
Der gegen Ende des 18. Jahrhunderts entstandene Fachwerkbau wird vom örtlichen Friedhof umgeben. In unmittelbarer Nachbarschaft ist das ehemalige Pfarrhaus zu finden, welches heute ebenfalls unter Denkmalschutz steht.

## Baubeschreibung und -geschichte
Die Dorfkirche Kleinrössen ist ein gegen Ende des 18. Jahrhunderts, anstelle eines im Jahre 1691 nach Plänen Conrad von Klengels entstandenen Vorgängerbaus, errichteter Ziegelfachwerkbau mit dreiseitigem Ostschluss. Auf den Dachflächen des Kirchenschiffs sind Fledermausgauben zu sehen. Im Westen des Schiffs befindet sich ein eingezogener Westturm mit quadratischem Grundriss, dessen beiden Obergeschosse verbrettert wurden. Versehen wurde er mit einem Zeltdach und einer darüber befindlichen Laterne, die ebenfalls quadratisch gehalten wurde. Bekrönt wird der Turm von einer Wetterfahne.
Im Inneren der Kirche finden sich eine flache Holzbretterdecke und ein Ziegelfußboden. Im Westen und Süden sind Emporen eingebaut, wobei sich an der südlichen Empore im Osten eine vorschwingende Orgelempore anschließt. Diese Empore entstand vermutlich im Jahre 1893.
Im selben Jahr erhielt die Kleinrössener Kirche auch eine Orgel, die von dem Eilenburger Orgelbaumeister Conrad Geißler (1825–1897) als Opus 112 geschaffen wurde. Sie besitzt eine mechanische Schleiflade, fünf Register auf einen Manual und Pedal.
Die Disposition lautet wie folgt:
| I Manual C–f3 |    |
| Principal     | 8′ |
| Gedackt       | 8′ |
| Octave        | 4′ |
| Flöte         | 4′ |

| Pedal C–d1 |     |
| Subbass    | 16′ |

- Koppel: I/P

Weitere Ausstattungsstücke des Bauwerks sind ein hölzerner polygonaler Kanzelkorb, ein Altarretabel in dessen Mitte ein Gemälde mit der Darstellung des Gekreuzigten zu sehen ist und ein Taufbecken aus Sandstein (alle Ende des 18. Jahrhunderts).
Das Dach der Kleinrössener Dorfkirche wurde im Jahre 2013 mit Hilfe von finanziellen Mitteln der Deutschen Stiftung Denkmalschutz instand gesetzt.

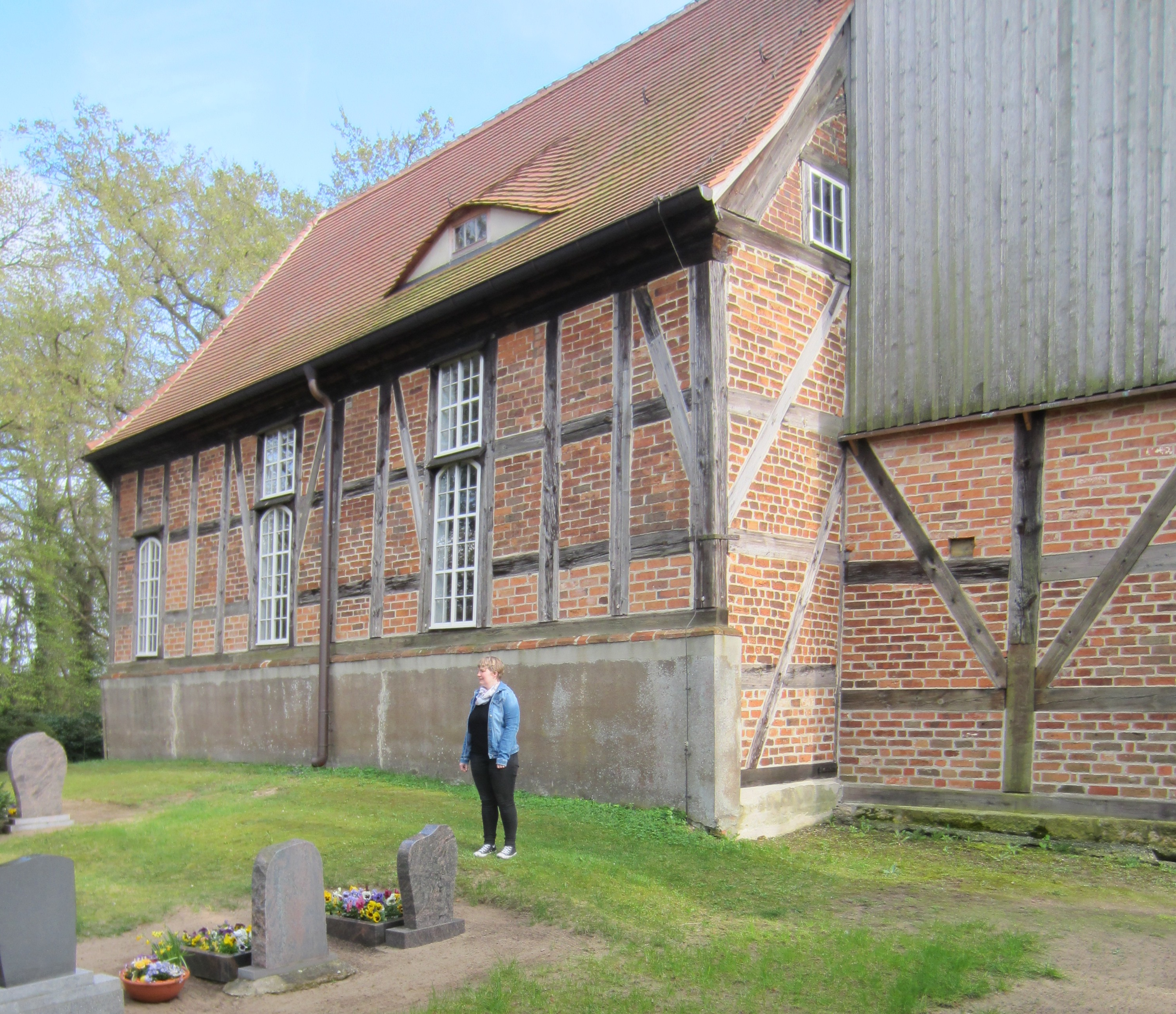
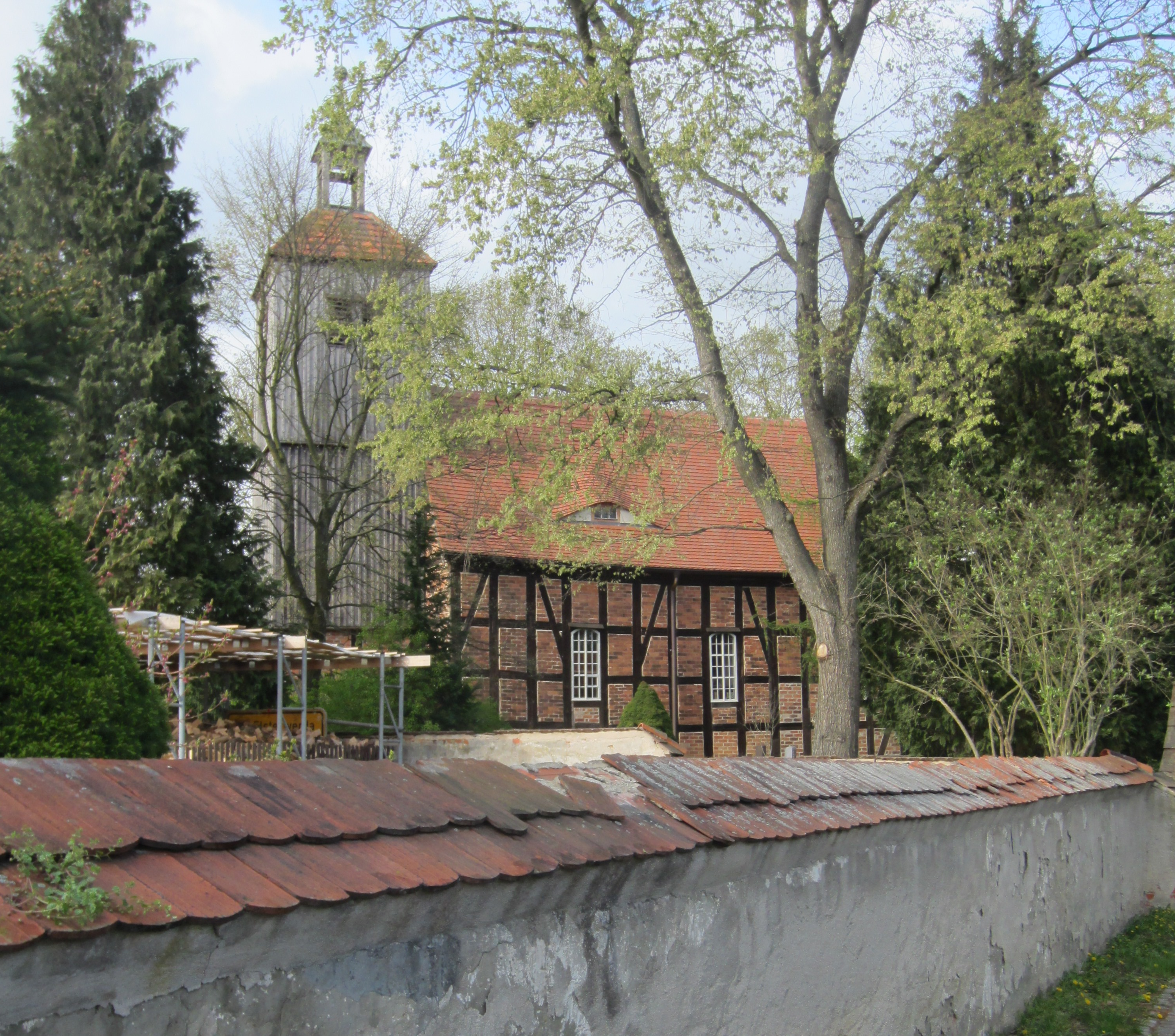
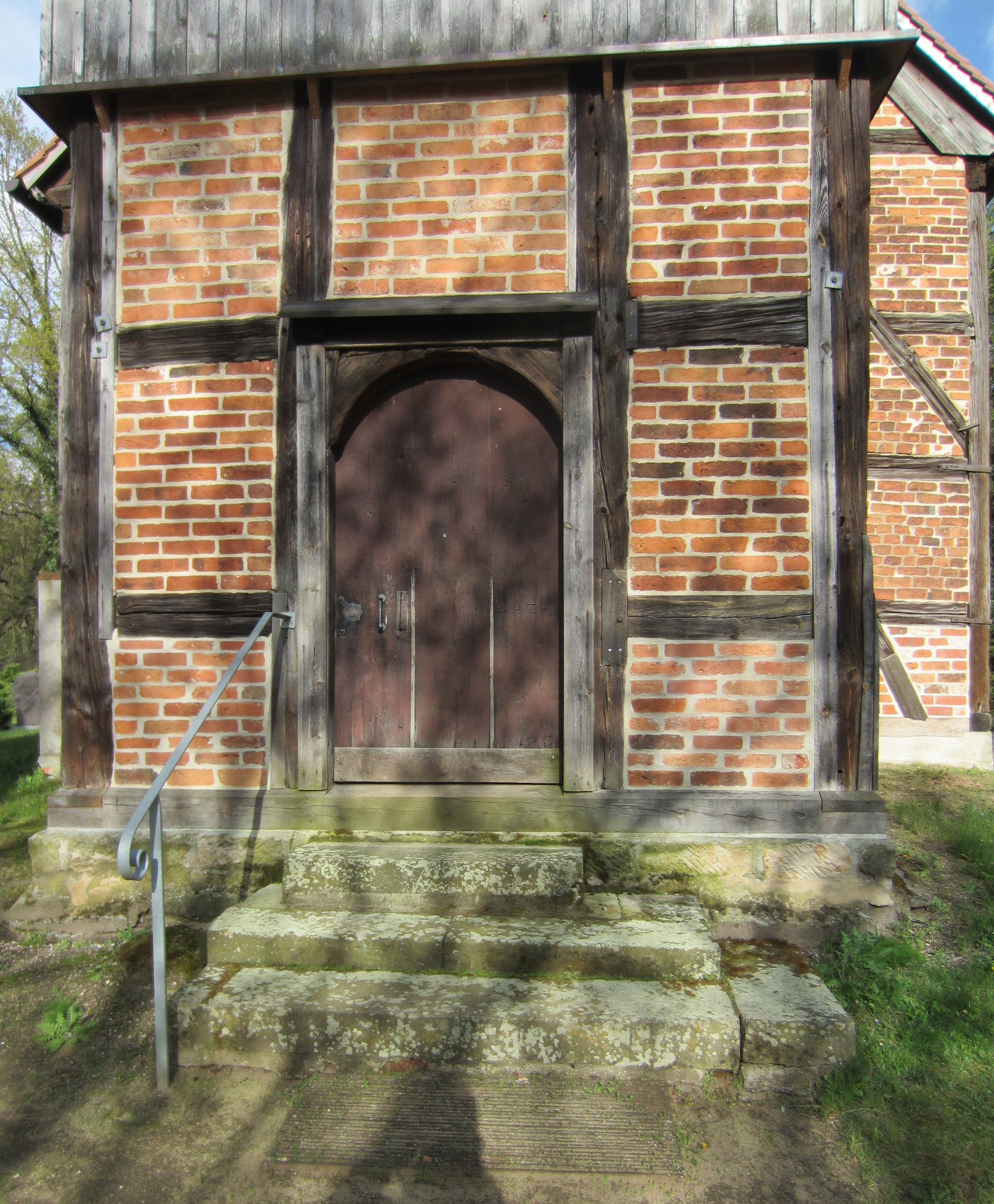

## Ehemaliges Pfarrhaus und Pfarrbereich

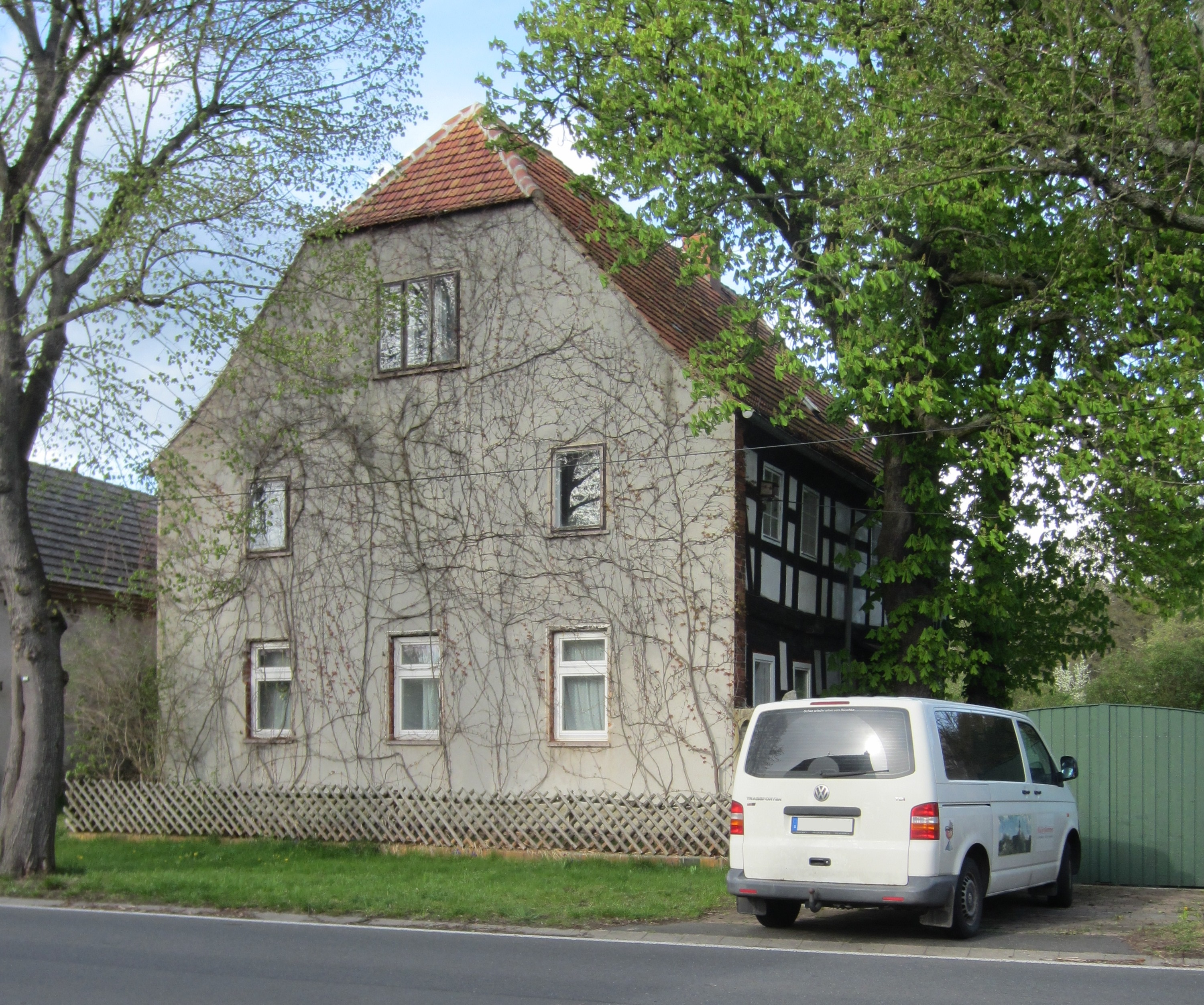
Ehemaliges Pfarrhaus

Kleinrössen gehört heute zur Kirchengemeinde Falkenberg/Elster im Kirchenkreis Bad Liebenwerda der Evangelischen Kirche in Mitteldeutschland. Zu Falkenberg gehören heute außer den Kirchen in Falkenberg und Kleinrössen die Kirchen in Schmerkendorf und Großrössen.
In unmittelbarer Nachbarschaft der Kleinrössener Dorfkirche ist das ehemalige Pfarrhaus zu finden. Es steht in der Gegenwart, wie die Kirche, ebenfalls unter Denkmalschutz. Bei dem Gebäude handelt es sich um einen zweigeschossigen Fachwerkbau mit Krüppelwalmdach, welcher in der zweiten Hälfte des 18. Jahrhunderts entstanden ist.